# Karlodinium armiger
Karlodinium armiger er en art af dinoflagellater, der tilhører familien Kareniaceae. Det blev først isoleret fra Middelhavet og beskrevet i 2006. Den er fx fundet ved den spanske østkyst og også ud for Helsingør.

## Beskrivelse
Den har en sfærisk form med en diameter på omkring 15 µm. Under optimale forhold med suppleret NH4+ deler den sig ~0,3 gange pr. dag.

## Egenskaber
Karlodinium armiger er en producent af karmitoxin, et toksin, der er strukturelt beslægtet med amphidinoler og karlotoksiner; karmitoksin indeholder dog også den længste carbon-carbon-rygrad kendt for denne forbindelsesklasse og en usædvanlig primær aminogruppe.

### Kødædende dræberalge
Når Karlodinium armiger når op på 1000 individer pr. milliliter, skifter den fra at være fx vandloppens byttedyr til at blive jægeren. Armiger er latin og betyder "den bevæbnede". Karlodinium armiger kan dræbe dyr, som er næsten 10.000 gange så stor som den selv; fx vandlopper, børsteormlarver og fiskelarver. Når først en Karlodinium armiger har angrebet et dyr, følger mange med og angriber i flok - og byttedyret bliver lammet og spist levende. Dræberalgerne prikker hul i dyret og suger næring ud af det med et slags sugerør.
Karlodinium armiger spiser ikke unge fisk, men dræber dem. Karlodinium armiger er årsag til fiskedød både for vilde fisk og indhegnet fiskeopdræt i havet.